# 17607 Таборско
17607 Таборско (17607 Táborsko) — астероїд головного поясу, відкритий 2 жовтня 1995 року.
Тіссеранів параметр щодо Юпітера — 3,285.